# Окуреші
Окуреші (груз. ოყურეში) — село в Грузії.
За даними перепису населення 2014 року в селі проживає 387 осіб.